# Mădăraș (gmina w okręgu Marusza)
Mădăraș – gmina w Rumunii, w okręgu Marusza. Obejmuje miejscowości Fânațele Mădărașului i Mădăraș. W 2011 roku liczyła 1299 mieszkańców.